# مالواتای
مالواتای (به لاتین: Malwattai) یک منطقهٔ مسکونی در سری‌لانکا است که در ناحیه امپرا واقع شده‌است.